# Densu
Densu – rzeka płynąca przez Nizinę Akan w Ghanie. Jej źródło znajduje się w Atewa Range nieopodal Kibi i płynie przez 116 km do zbiornika Weija przed wpłynięciem do morza poprzez lagunę Sakumo.
Zasoby wody powierzchniowej dorzecza Densu używane są w gospodarskich i miejskich sieciach wodociągowych dla ludności w obu regionach Wschodnim i Greater Accra oraz do nawadniania pól. Rzeka zaopatruje w wodę pobliskie miasta w Regionie Wschodnim głównie Nsawam, Adeiso, Mangoase, Akwadum i Koforidua oraz wiele innych. Jej skromny spływ do zbiornika Weija jest ważnym źródłem wody dla ludzi w obrębie dystryktów Accra i Ga w regionie Greater Accra. 
Dorzecze Densu ma obszar 2488 km² i leży w granicach 10 dystryktów. W dorzeczu tym rozmieszczonych jest 200 osad, gęstość zaludnienia waha się między 150 a 200 osób na kilometr kwadratowy i jest powyżej średniej krajowej (77 osób na km²). Głównym zajęciem mieszkańców jest rolnictwo, które zatrudnia około 39% ludności czynnej zawodowo.
Roślinność w rejonie to głównie nadbrzeżne zarośla sawanny i łąki na południu oraz wilgotne lasy przejściowe na północy. 
Średni roczny spływ wynosi 499*106 m³.